# El Castillo (Santa Elena)

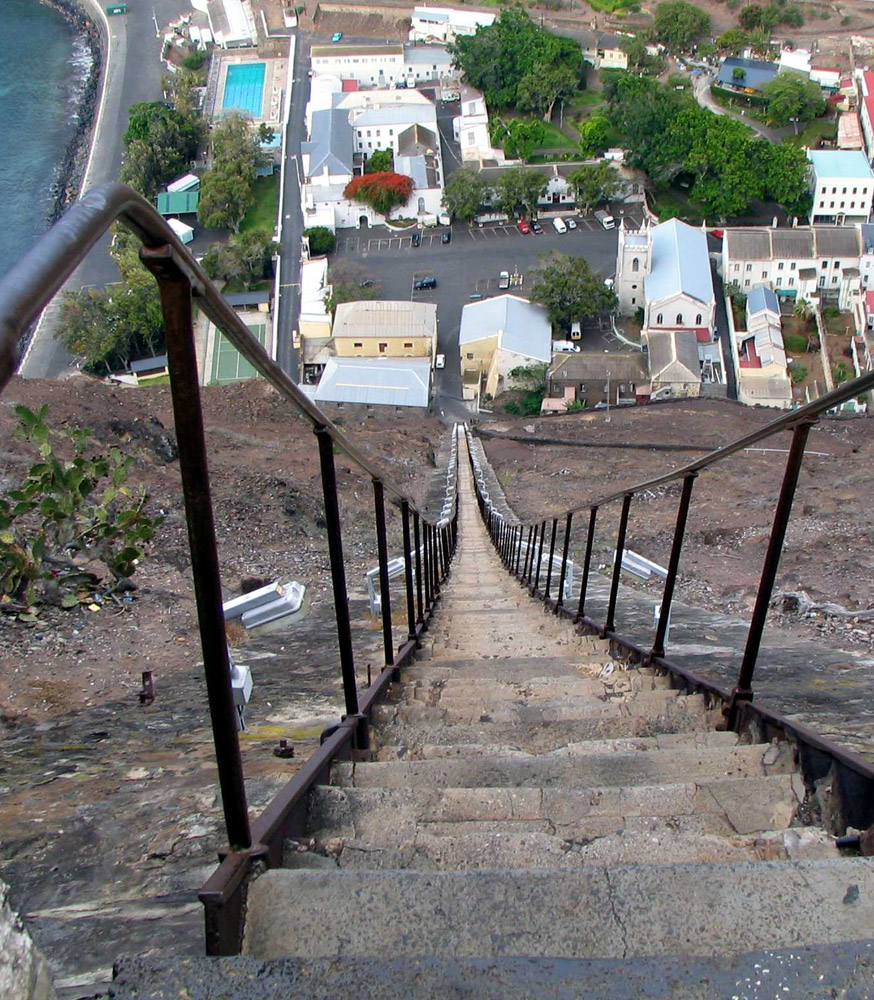
La vista hacia abajo desde Jacob's Ladder, que da a El Castillo (situado entre los jardines y la piscina).

El Castillo (en inglés: The Castle) es el edificio principal del gobierno en la isla Santa Elena, ubicada en el centro histórico de la capital Jamestown, cerca de la bahía de James y la antigua puerta de la ciudad. Las partes más antiguas del complejo datan de 1710, pero fue reconstruida en gran parte en la década de 1860 debido a los daños de termitas. No tiene la apariencia de un típico castillo, aunque históricamente el sitio era parte de las fortificaciones de la Compañía Británica de las Indias Orientales en la ciudad.
Originalmente era la residencia del gobernador de Santa Elena, pero al trasladarse a Plantation House, hoy en día es la localización de muchas de las oficinas administrativas de la isla, incluyendo secretarías. También forman parte del complejo la estación de policía de Jamestown, una biblioteca, la corte principal de la isla y jardines públicos. Otros edificios en Jamestown también se utilizan para albergar oficinas y funciones relacionadas con el gobierno. Es uno de los muchos edificios catalogados (una designación para los edificios de mérito histórico o arquitectónico).